# جنگ فرسایشی
جنگ فرسایشی یک راهبرد نظامی است که شامل تلاش متخاصمین برای فرسودن دشمن تا حد فروپاشی، با وارد کردن تلفات مستمر در نیروی انسانی و تجهیزاتش برای کسب پیروزی می‌باشد. پیروز جنگ معمولاً طرفی است که مقدار بیشتری از منابع مذکور را داراست و استقامت بیشتری دارد.

## ابعاد استراتژیکی
نظریه پردازان نظامی و استراتژیکی به جنگ فرسایشی به عنوان چیزی که باید از آن اجتناب نمود، نظر می‌کنند. جنگ فرسایشی نشانگر تلاش برای فرسایش تدریجی دشمن و نفرات اعظمش است، این استراتژی در مقابل اصول عادی جنگ قرار می‌گیرد که در آنها هر طرف تلاش می‌کوشد با مانور، تمرکز نیروها، غافلگیری و امثالهم، و بهره‌گیری از حداقل زمان و منابعِ لازم، پیروزی قاطعی کسب کند.
از سوی دیگر، طرفی که خود را از لحاظ توانایی اجرای مانورهای جنگی یا تاکتیک واحدها، پست‌تر می‌بیند، احتمال دارد عمداً به این راهبرد در جهت خنثی کردن برتری دشمن متوسل شود. اگر دو طرف از نظر توانایی مشابه یکدیگر باشند، نتیجهٔ جنگ چیزی مشابه با یک پیروزی پیروسی است.
سون تزو گفته بود: «هیچ موردی وجود ندارد که ملتی از یک جنگِ بیش از حد دراز مدت سود برده باشد.»
تفاوت مابین جنگ فرسایشی و سایر اشکال جنگ، تا اندازه ای مصنوعی است چرا که جنگ همواره دربردارندهٔ عنصری از فرسایش است. اگر یکی از طرفین تخاصم، هدف اصلی خود را تضعیف تدریجی توان دشمن تا حد سطحی غیرقابل قبول یا نامناسب تعریف کند و در عوض تلفات تدریجی خود را به سطحی قابل قبول یا مناسب محدود کند، می‌توان گفت که از استراتژی فرسایش سود می‌بَرد. این راهبرد را می‌توان به عنوان جایگزینی برای دیگر اهداف اصلی از جمله تصرف منابع یا سرزمین دشمن یا تلاش برای وارد کردن تلفاتی عظیم به وی با یک تک ضربه (مانند محاصره یا اسارت گرفتن)، در نظر گرفت.
از منظر تاریخی، شیوه‌های فرسایشی تنها به عنوان آخرین حربه مورد استفاده قرار گرفته‌اند، زمانی که شیوه‌های دیگر شکست خورده یا آشکاراً انجام پذیر نیستند. زمانی که راهبردهای فرسایشی، دشمن را تا حد اجرایی شدنِ دیگر شیوه‌های جنگ، تضعیف نمودند، آنگاه راهبرد فرسایش رها شده تا دیگر استراتژی‌ها مورد استفاده قرار گیرند. در جنگ اول جهانی، پیشرفت‌ها در قدرت آتش و نه در ارتباطات و بسیج نیروها، فرماندهان را مجبور به تکیه بر راهبرد فرسایش کردند؛ اقدامی که تلفاتی دهشتناک به بار آورد.
معمولاً راهبردهای فرسایشی برای این که ملتی از جاه طلبی بی موردش دست بشوید، کافی است اما برای تسلیم کردنِ بلا قید و شرط وی، به‌طور کلی راهبردهای دیگر ضروری هستند.

## تاریخچه
اغلب گفته می‌شود که بهترین نمونهٔ جنگ فرسایشی، در جبهه غرب در طول جنگ اول جهانی بود. هر دو طرفِ تخاصم خود را در مواضع دفاعیِ ثابتی در سنگرها دیدند؛ سنگرهایی که از سوئیس تا کانال مانش امتداد داشتند. برای چند سال بی آنکه فرصتی برای مانور وجود داشته باشد، تنها راهی که برای غلبه بر دشمن به مخیله فرماندهان می‌رسید تهاجم شاخ به شاخِ مستمر جهت تضعیف تدریجی دیگری بود.
مثالی از پایاترین نبرد فرسایشی در جبهه غرب، نبرد وردن بود، نبردی که در تمامی طول سال ۱۹۱۶ جریان داشت. ژنرال اریش فون فالکنهاین بعدها ادعا کرد که تاکتیک‌هایش نه به جهت تصرف شهر وردن بلکه برای از میان بردن ارتش فرانسه در مواضع دفاعی اش بود. وی به عنوان شخصی که می‌خواست «خون فرانسه را بمکد» توصیف شد.
راهبرد فرسایشی ممکن است به عنوان اقدامی مناسب برای حفظ آبرو پس از نبردهای بی‌حاصل دیده شود. در بسیاری از موارد مشکل است که منطق عملیات جنگی را به فرسایش محدود کنیم، چرا که مشخصاً در حجم خساراتی که به دشمن وارد می‌شود و نیز خساراتی که ممکن است به منابع محدود و ارزشمند خودی وارد گردد، ابهام وجود دارد. تاریخ نگارانی من جمله جان ترن و گری شفیلد این راهبرد را به مثابه اقدامی ضروری در راه تحصیل پیروزی نهایی می‌دانند، فرسایش تدریجی ای که در سال ۱۹۱۸ قدرت نیروهای محور∗ را تقلیل داده و آنان را بی دفاع کرد.
شایسته نیست بگوئیم که یک ژنرال در حالی که در دستیابی به اهداف جنگی اش می‌کوشد، برای تحمل تلفات عظیم احتمالی آماده نیست. نمونه ای از استفاده از این راهبرد در خنثی کردن برتری مانوردهی و تاکتیک‌های دشمن، در اواخر جنگ داخلی آمریکا دیده شد؛ زمانی که ژنرال «یولیسیز اس. گرانت» از اتحادیه، مستمراً ارتش کنفدراسیون را علی‌رغم تلفات به عقب می‌راند. وی به درستی پیش‌بینی کرد که منابع افزونتر و نفراتِ بس بیشترِ نیروهای اتحادیه، نیروهای کنفدراسیون (یا ائتلاف) را به ورطه فروپاشی خواهد کشاند؛ هر چند که نسبت تلفات نامناسب بود.

## نمونه‌های جنگ فرسایشی
- جنگ انقلاب آمریکا
- نبرد وردن در جنگ اول جهانی
- حمله فرانسه به روسیه توسط ناپلئون بناپارت در ۱۸۱۲
- دفاع شهری شوروی در نبرد استالینگراد
- نبرد ایم یوگوان بین گوگوریو و سویی
- دو سال آخر جنگ کره
- جنگ ویتنام
- نبردهای فرسایشی اسرائیل و مصر در ۱۹۶۷–۱۹۷۰
- جنگ شوروی در افغانستان
- اواخر جنگ ایران و عراق
- جنگ افغانستان (۲۰۰۱–۲۰۱۴)
- جنگ داخلی لیبی (۲۰۱۱)[۵]
- جنگ مواد مخدر در مکزیک[۶]
- منازعه ترکی-کردی (۱۹۷۸-اکنون)
- جنگ داخلی سوریه[۷]